# Jan Prandota Trzciński
Jan Prandota Trzciński herbu Rawicz – miecznik łęczycki w latach 1693–1704.
Był członkiem rokoszu łowickiego w 1698 roku.